# Eupenicillium limosum
Eupenicillium limosum är en svampart som beskrevs av S. Ueda 1995. Eupenicillium limosum ingår i släktet Eupenicillium och familjen Trichocomaceae.   Inga underarter finns listade i Catalogue of Life.